# Eishockey-Oberliga 1964/65
Die Saison 1964/65 der Eishockey-Oberliga war die siebte Spielzeit der Liga als zweithöchste deutsche Eishockeyspielklasse unter der Bundesliga. Aufgrund der Aufstockung der Bundesliga zur folgenden Spielzeit stiegen sowohl der Meister Preussen Krefeld als auch der Zweitplatzierte, die Düsseldorfer EG, direkt in die erste Liga auf. Der drittplatzierte VfL Bad Nauheim gewann die Relegation gegen den Letzten der Bundesliga, den TuS Eintracht Dortmund, und stieg ebenfalls in die höchste Spielklasse auf.
Der Letztplatzierte der Oberliga, Eintracht Frankfurt, gewann die Relegation gegen den Dritten der Gruppenliga, den Kölner EK, und blieb damit in der Oberliga. Meister und Vizemeister der dritten Liga, der EV Rosenheim und der EC Deilinghofen, stiegen direkt in die Oberliga auf.

## Voraussetzungen

### Teilnehmer
- VfL Bad Nauheim
- Berliner Schlittschuhclub
- Düsseldorfer EG
- Eintracht Frankfurt
- EHC Holzkirchen
- Preussen Krefeld (Absteiger)
- EV Landsberg
- TEV Miesbach
- Münchener EV 1883 (Aufsteiger)
- SG Nürnberg
- EC Oberstdorf
- ERC Sonthofen

### Modus
Wie im Vorjahr spielten die teilnehmenden Mannschaften eine Einfachrunde aus, sodass jeder Verein jeweils ein Heim- und ein Auswärtsspiel gegen die übrigen Mannschaften bestritt. Da die Bundesliga zur folgenden Spielzeit auf zehn Mannschaften aufgestockt wurde, stiegen sowohl der Meister als auch der Zweitplatzierte direkt in die erste Liga auf. Der Dritte hatte am Ende der Spielzeit in einer Relegationsrunde gegen den Letzten der Bundesliga die Chance, ebenfalls in die höchste Spielklasse aufzusteigen. Der Letztplatzierte musste hingegen in einer Relegationsrunde gegen den Drittplatzierten der Gruppenliga um seinen Platz in der Oberliga spielen, während die ersten beiden der dritten Liga ebenfalls direkt aufstiegen.

## Abschlusstabelle
|     |                           | Sp | S  | U | N  | Tore    | Punkte |
| --- | ------------------------- | -- | -- | - | -- | ------- | ------ |
| 01. | Preussen Krefeld          | 22 | 18 | 1 | 03 | 121:051 | 37:07  |
| 02. | Düsseldorfer EG           | 22 | 16 | 3 | 03 | 116:074 | 35:09  |
| 03. | VfL Bad Nauheim           | 22 | 15 | 2 | 5  | 129:083 | 32:12  |
| 04. | TEV Miesbach              | 22 | 12 | 1 | 9  | 099:085 | 25:19  |
| 05. | EC Oberstdorf             | 22 | 11 | 3 | 8  | 095:085 | 25:19  |
| 06. | Münchener EV 1883         | 22 | 10 | 2 | 10 | 084:076 | 22:22  |
| 07. | EHC Holzkirchen           | 22 | 10 | 2 | 10 | 084:076 | 22:22  |
| 08. | Berliner Schlittschuhclub | 22 | 09 | 1 | 12 | 088:087 | 19:25  |
| 09. | ERC Sonthofen             | 22 | 08 | 2 | 12 | 090:120 | 18:26  |
| 10. | SG Nürnberg               | 22 | 07 | 1 | 14 | 086:118 | 15:29  |
| 11. | EV Landsberg              | 22 | 05 | 2 | 15 | 078:127 | 12:32  |
| 12. | Eintracht Frankfurt       | 22 | 0  | 2 | 22 | 049:137 | 02:42  |

Abkürzungen: Sp = Spiele, S = Siege, U = Unentschieden, N = Niederlagen

Aufstieg zur Bundesliga, Relegation zur Bundesliga, Relegation zur Oberliga, 

## Relegation
Für die Relegation hatte sich der Kölner EK als Dritter der Endrunde der Gruppenliga qualifiziert.
|                     |   |           | Spiel 1 | Spiel 2 |
| ------------------- | - | --------- | ------- | ------- |
| Eintracht Frankfurt | – | Kölner EK | 7:6     | 4:1     |

Damit blieb Eintracht Frankfurt in der Eishockey-Oberliga.